# Harry Packer
Pour les articles homonymes, voir Packer.

a Compétitions nationales et continentales officielles uniquement.

b Matchs officiels uniquement.
Harry Packer, né le 9 septembre 1868 à Chipping Norton (Angleterre) et décédé le 25 mai 1946 à Newport (pays de Galles), est un joueur de rugby à XV, qui joue avec l'équipe du pays de Galles de 1891 à 1897, évoluant au poste de pilier. Il a évolué avec le club de Newport RFC. Il a par la suite été dirigeant, sélectionneur, le manager de la tournée en Afrique du Sud en 1924 des Lions.

## Carrière
Harry Packer a eu sa première cape internationale le 3 janvier 1891 contre l'Angleterre à Newport. 
Il dispute sa dernière rencontre internationale contre l'Angleterre le 9 janvier 1897 à Newport.

## Palmarès

### En équipe nationale
- 7 sélections avec l'équipe du pays de Galles
- Sélection par année : 1 en 1891, 2 en 1895, 3 en 1896, 1 en 1897
- Tournois britanniques de rugby à XV disputés : 1891, 1895, 1896, 1897

### Avec les Lions
- Manager des Lions en 1924